# Aigrette neigeuse
Egretta thula
Espèce
Répartition géographique
- zone de nidification
- résident permanent
- non nicheur

Statut de conservation UICN

 LC  : Préoccupation mineure
 (février 2023).
Si vous disposez d'ouvrages ou d'articles de référence ou si vous connaissez des sites web de qualité traitant du thème abordé ici, merci de compléter l'article en donnant les références utiles à sa vérifiabilité et en les liant à la section « Notes et références ».
L'Aigrette neigeuse (Egretta thula) est une espèce d'oiseaux appartenant à la famille des Ardeidae. Elle se distingue par ses pieds jaunes.

## Description

### Mensurations
L’Aigrette neigeuse est une aigrette de taille moyenne, dotée d’une silhouette délicate.
Cet oiseau mesure de 56 à 66 cm. Le mâle est en général un peu plus grand que la femelle. Son envergure s'étend de 90 à 105 cm. Il pèse environ 370 g. Sa longévité peut atteindre 22 ans.

### Aspect général
Son plumage est entièrement blanc. Le bec est long, noir et mince, avec la base jaune vif, allant d’un œil à l’autre sur la partie supérieure. Les pattes sont longues, fines et noires, les doigts sont jaune vif. Les yeux sont jaunes.
Les adultes en plumage nuptial développent de longues plumes soyeuses sur la poitrine, ainsi que sur la calotte. Les doigts changent de couleur, passant du jaune vif à l’orange.
Les immatures ont l’arrière des pattes jaunâtre et non noir.

## Répartition
Cet oiseau peuple le continent américain mais a une aire de distribution presque continue en Amérique centrale et en Amérique du Sud : Canada, États-Unis, Anguilla, Antigua-et-Barbuda, Argentine, Aruba, Bahamas, Barbade, Belize, Bermudes, Bolivie, Brésil, Îles Caïmans, Chili, Colombie, Costa Rica, Cuba, Dominique...
Il n'est qu'occasionnel en Europe et en Afrique.

## Habitat
En Guyane, elle occupe différents biotopes tels que vasières, lagunes du littoral, marais d'eau douce et criques forestières de l'intérieur.
L’Aigrette neigeuse préfère en général les eaux peu profondes des criques ou des bras de mer pour se nourrir. Les mares salées, les zones de marées, les baies peu profondes et les mangroves sont, entre autres, ses habitats préférés en Amérique du Nord. Les zones les plus communes se situent entre les côtes et les îles, à cause de la constante disponibilité des sources de nourriture. Elle hiverne dans les Caraïbes, où elle retrouve l’habitat qui lui convient, lagons salés, mares d’eau douce, étangs herbeux, plages, zones rocheuses peu profondes, rizières et prairies humides. À travers l’Amérique centrale, elle préfère les basses terres près des eaux douces, les lacs et les grandes embouchures. En Amérique du Sud, elle vit dans les mangroves côtières, les vasières et les marais plutôt que dans les zones plus élevées. Cependant, on la trouve régulièrement jusqu’à 4 000 mètres d’altitude dans les Andes péruviennes.
L’Aigrette neigeuse vivant en Amérique du Nord migre vers le sud en hiver, et effectue des dispersions après la nidification.

## Vol
L’Aigrette neigeuse utilise le vol pour échapper aux prédateurs terrestres. Son attitude en vol est celle de toutes les aigrettes et des hérons aussi, le cou replié, la tête droite, et les pattes étendues à l’arrière.

## Alimentation
L’aigrette neigeuse se nourrit de vers de terre, insectes aquatiques et terrestres, crabes, crevettes, écrevisses, coquillages, poissons, grenouilles, crapauds, lézards et serpents. Elle consomme en général 75 % de poissons pour 25 % de crustacés.

## Voix
L’aigrette neigeuse est habituellement silencieuse loin des colonies pendant la période de reproduction. Elle émet quelques vocalises pendant la parade nuptiale pour attirer la femelle. Quand elle est menacée, ou pour défendre son territoire, elle lance un « squawk » criard et nasillard.

## Comportement
La reproduction commence fin mars ou début avril, quand l’aigrette neigeuse mâle effectue ses vols nuptiaux, et émet des vocalises pour attirer la femelle. Le comportement nuptial le plus commun voit le mâle gonfler son corps, et faire des mouvements de haut en bas, avec le bec pointé vers le ciel. Il lance alors un cri qui attire sa partenaire. Le changement de couleur des doigts indique le début de la parade. Les adultes nicheurs sont aussi caractérisés par leurs longues plumes délicates. Dès que le couple est formé, il s’accouple, et éventuellement, construit un nid pour sa progéniture.
L’aigrette neigeuse est très grégaire, et construit son nid tout près de celui des autres aigrettes et hérons. L’accouplement a lieu dans le nid, sans rituel préliminaire.
Elle se nourrit en groupe avec d’autres espèces. Elle picore en marchant lentement ou rapidement, elle peut courir, sauter, fouiller en « dérangeant » ses proies qu’elle poursuit ensuite. Elle marche en se tenant bien droite, les ailes collées au corps. Cette posture est idéale pour se nourrir parce qu’elle lui permet de changer rapidement de direction pour attraper ses proies. Elle pêche plutôt au crépuscule ou tôt le matin. Elle peut parcourir trois kilomètres entre la colonie et son aire de nourrissage.

## Nidification
L’aigrette neigeuse femelle construit le nid sur le territoire défendu par le mâle. Le couple niche dans les zones isolées autour des estuaires, et le nid peut-être installé soit sur le sol, soit à une hauteur de 8 à 10 mètres dans un arbre. Il se compose de tiges et de branchettes entremêlées, collectées sur le sol par la femelle ou volées dans un autre nid. L’aigrette neigeuse peut aussi utiliser un vieux nid. La femelle dépose 3 à 6 œufs, d’une couleur bleu verdâtre clair. L’incubation dure environ 24 jours, assurée par les deux parents. Les poussins ont leur premier plumage deux semaines après la naissance. Le couple les nourrit en apportant la nourriture au nid. Les jeunes sont nourris continuellement pendant dix jours. Pendant les cinq premiers jours de leur vie, ils sont nourris par régurgitation au fond du nid. Parfois, l’un des parents place son bec dans celui d’un jeune et régurgite. Le plus jeune est nourri avant les autres. Ensuite, les parents passent la moitié du temps hors du nid, mais s’il fait mauvais temps, les petits sont couvés aussi longtemps qu’il le faut.
Les parents débarrassent le nid des coquilles d’œufs, et le gardent propre en éjectant les déchets par-dessus bord.
Les jeunes atteignent leur maturité sexuelle à l’âge de un ou deux ans.

## Population et conservation
L’Aigrette neigeuse a des prédateurs tels que les rapaces nocturnes, les aigles, les serpents venimeux, les ratons laveurs, le corbeau américain et l’alligator. Elle a une connaissance innée des serpents venimeux qui lui permet bien souvent d’échapper à leur morsure.
Il semble que la chasse perdure en Amérique centrale et en Amérique du Sud, en raison de la demande européenne de plumes pour les ornements. La pollution chimique et la dégradation de son habitat par l’assèchement des zones humides, sont deux menaces importantes pour cette espèce.
Fort heureusement, la population d’aigrettes neigeuses d’Amérique du Nord s’est reconstituée, grâce à des mesures de protection de l’espèce.

## Sous-espèces
D'après la classification de référence (version 14.1, 2024) de l'Union internationale des ornithologues, l'aigrette neigeuse possède 2 sous-espèces (ordre philogénique) :
- Egretta thula brewsteri Thayer & Bangs, 1909 ;
- Egretta thula thula (Molina, 1782).

### Galerie

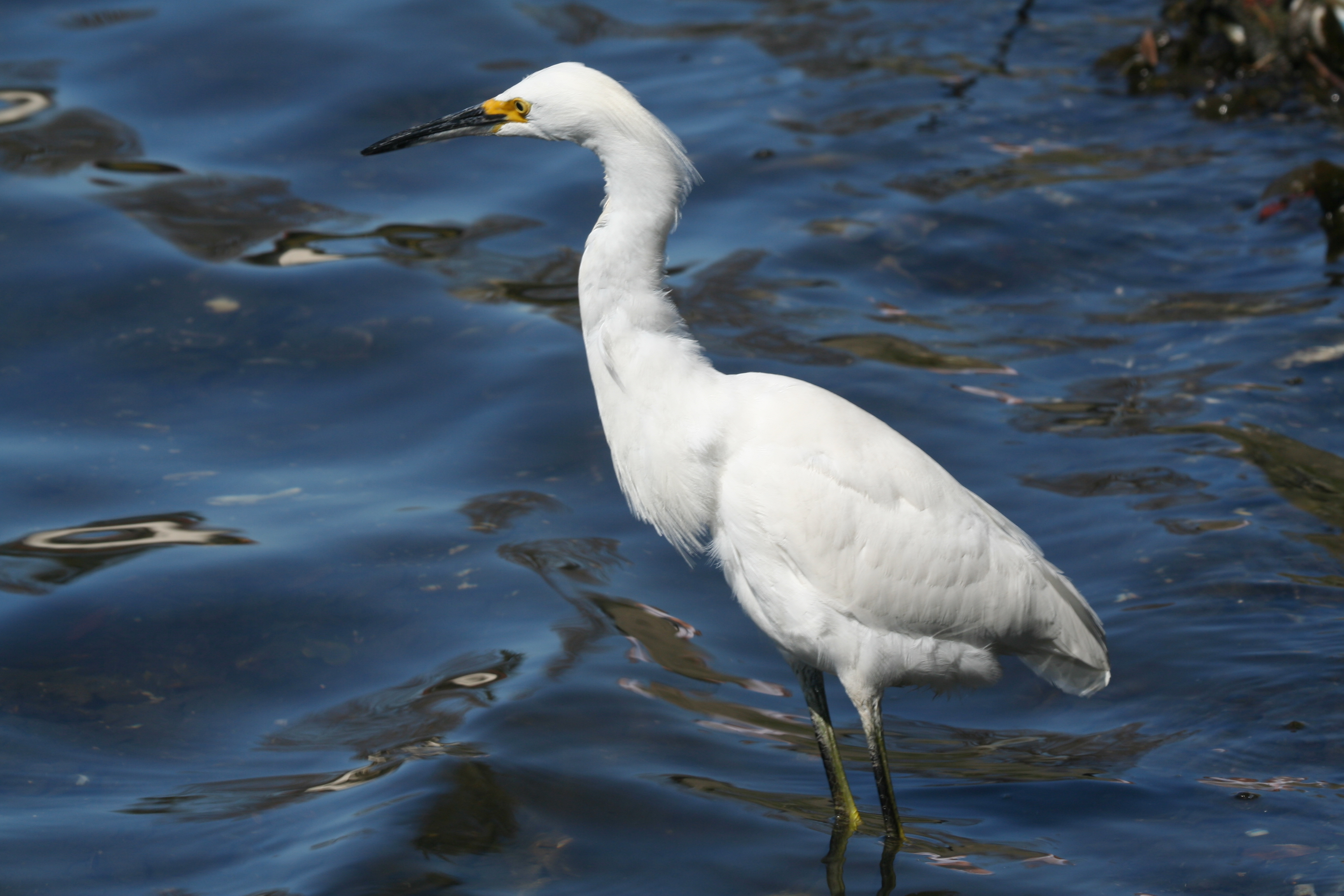
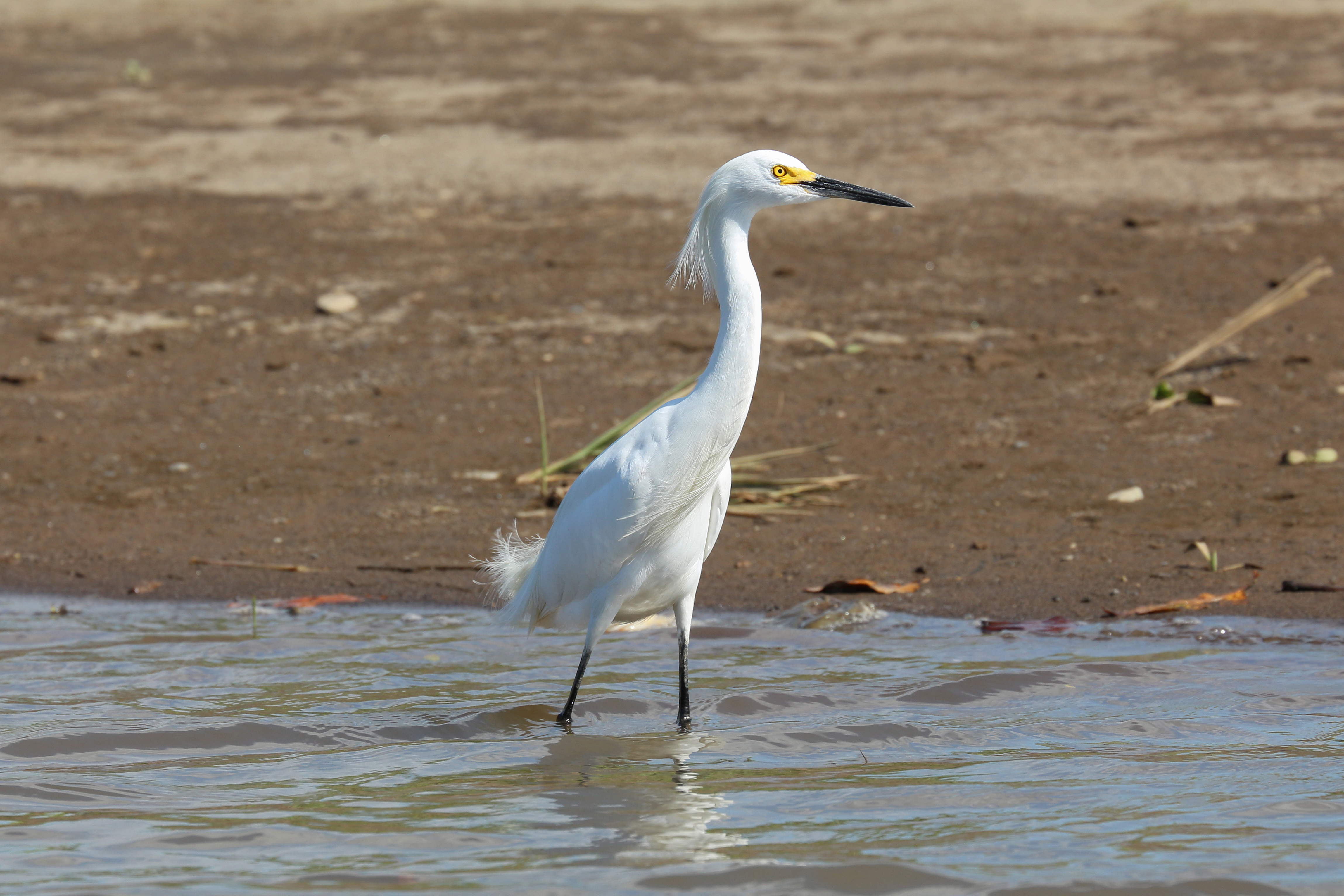
Aigrette neigeuse au Costa Rica
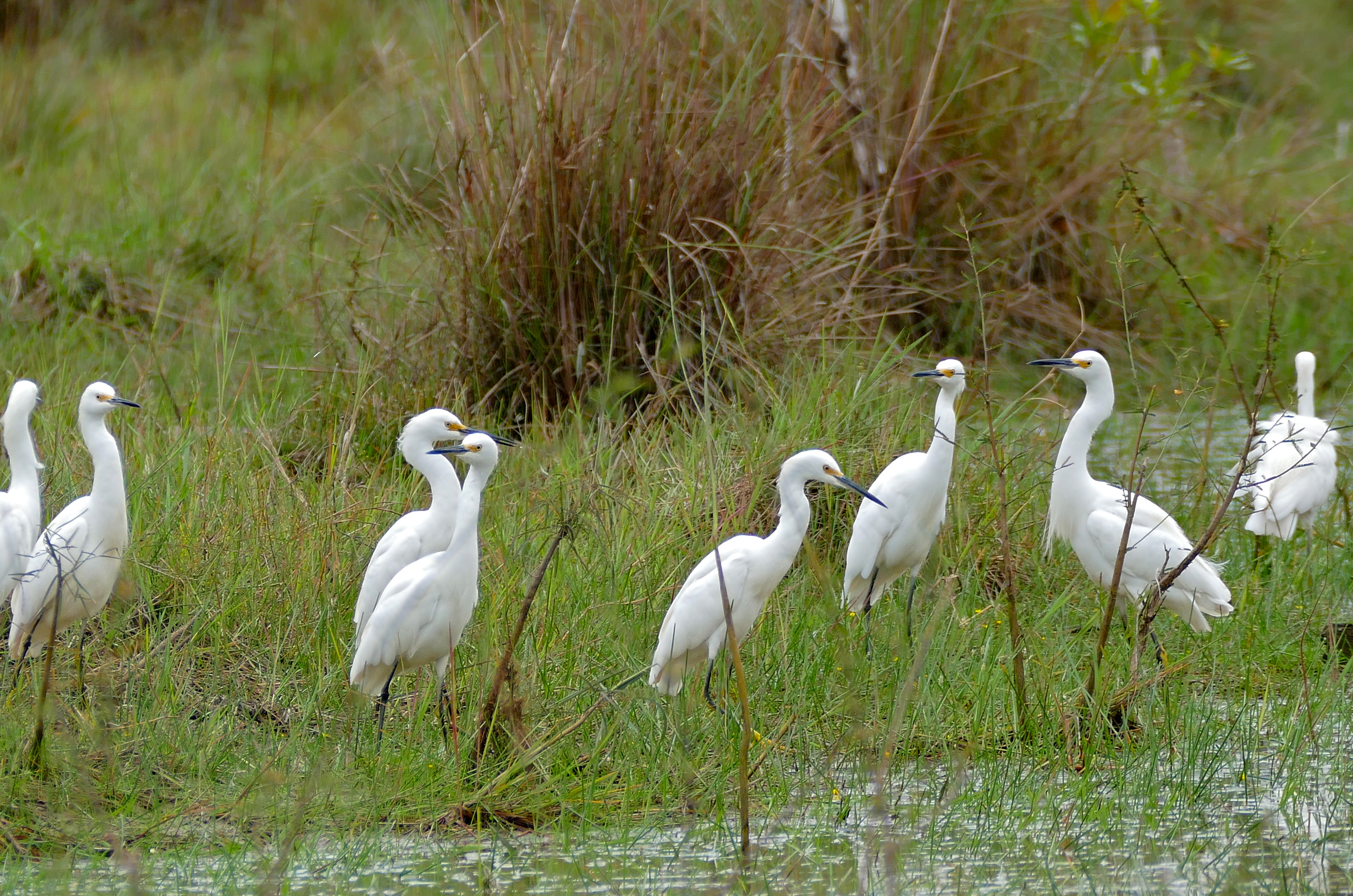
Groupe d’aigrettes (Mato Grosso, Brésil)
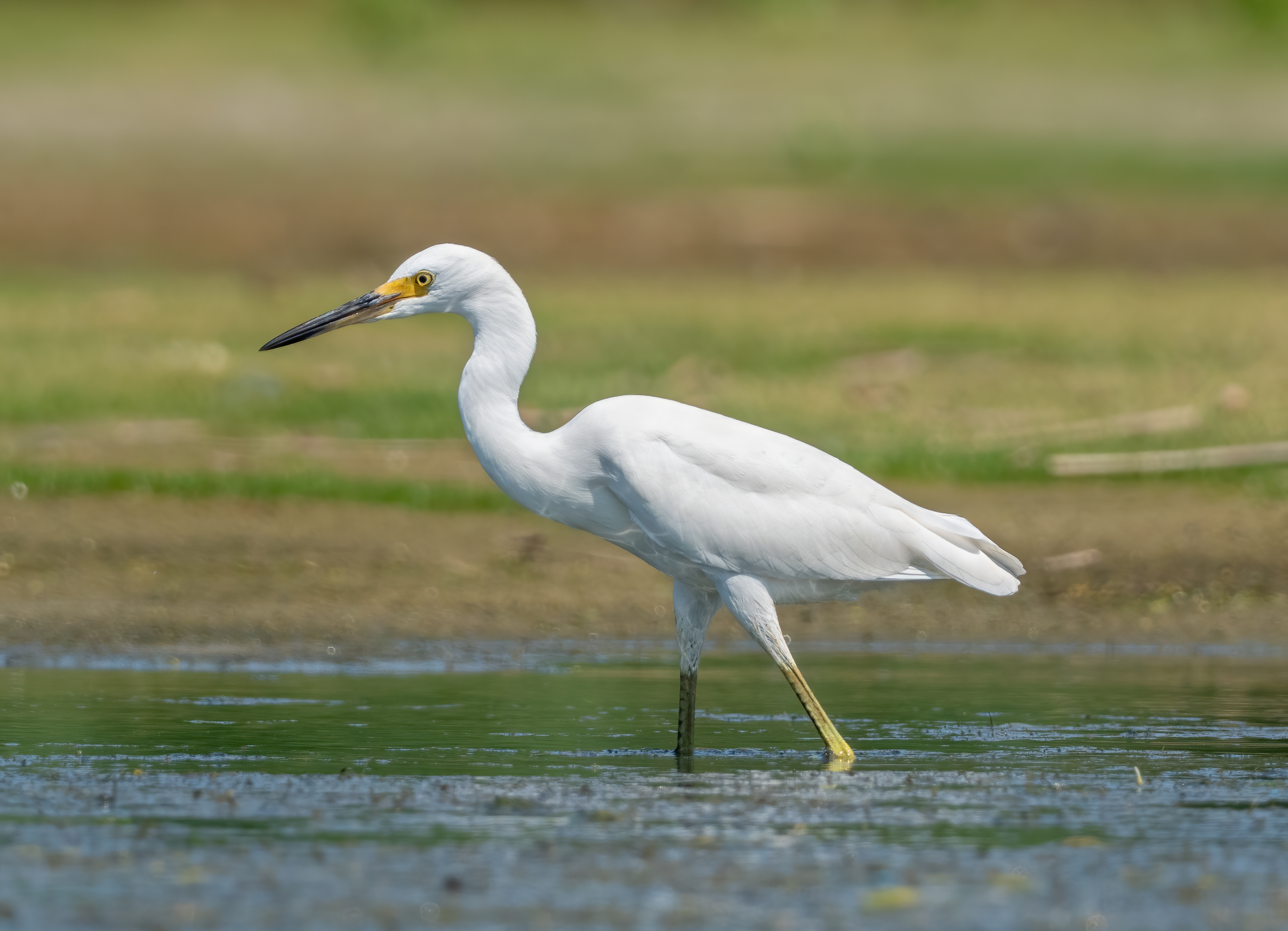
Aigrette neigeuse dans le Jamaica Bay Wildlife Refuge (en) à New York. Aout 2021.